# El Ajedrecista

El Ajedrecista est un automate électromécanique construit par Leonardo Torres Quevedo, probablement depuis 1890, qui permet de jouer aux échecs à partir de 1912. La machine provoque une grande excitation quand elle est présentée à la foire de Paris de 1914. Cet automate jouait la finale roi et tour contre roi seul contre un opposant humain et gagnait toujours.  Un bras mécanique déplaçait les deux pièces de l'automate. Cette machine, considérée comme le premier ordinateur de jeu de l'histoire, fut le premier automate capable de prendre une décision automatiquement.

## Description
El Ajedrecista est un automate électromécanique construit par Leonardo Torres Quevedo, probablement depuis 1890, qui permet de jouer aux échecs à partir de 1912. Cet automate joue la finale roi et tour contre roi seul contre un opposant humain, grâce à un bras mécanique déplace les deux pièces.

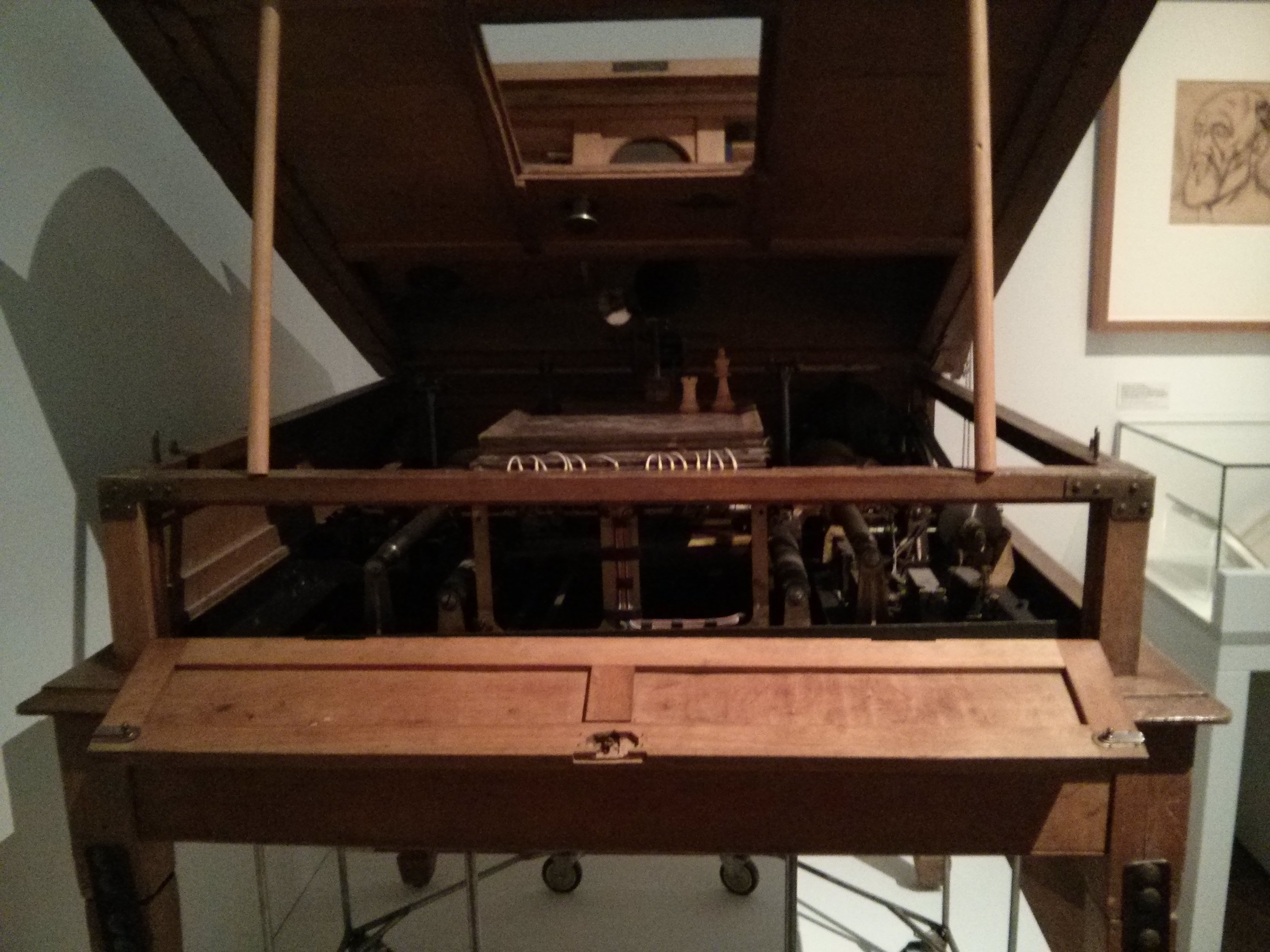
El Ajedrecista.

L'automate ne peut pas faire échec et mat dans le minimum de coups, ni même en cinquante coups autorisés par la règle éponyme, à cause de la trop grande simplicité de l'algorithme qui calcule les déplacements. Le mécanisme comme les règles qu'il doit appliquer sont relativement simples, mais l'automate ne peut pas perdre. Le mécanisme est constitué de telle sorte que la machine ne peut placer sa tour derrière son roi, le roi adverse pouvant alors forcer le nul. La machine met cependant chaque opposant en échec et mat et gagne toujours, grâce à des coups astucieux afin d'éviter les impasses. Si le joueur fait un déplacement interdit, la machine le signale grâce à l'allumage d'une ampoule. Si le joueur commet une erreur, la machine s’arrête et allume une ampoule. Elle se remet en marche quand le placement erroné est rectifié. Le joueur peut effectuer deux erreurs de placements, puis à la suivante l'automate se bloque et la partie est perdue. Cependant, il reste possible à tous moments d'empêcher cette limitation en déplaçant le roi sur la largeur de l'échiquier. La machine répond au coup qui lui est porté et joue son roi ou sa tour, mais toujours de la façon la plus judicieuse, de sorte qu'après un nombre de coups mathématiquement déterminés, la machine gagne. Si l'automate gagne, un phonographe annonce oralement « échec et mat », puis une voyant s'illumine laissant apparaitre cette même expression dans un voyant lumineux.

## Postérité
La machine provoque  une grande excitation quand elle est présentée à la foire de Paris de 1914, puis est largement rapporté par le magazine Scientific American dans un article intitulé Torres and His Remarkable Automatic Devices qui est paru le 6 novembre 1915.
Les plans de la machine sont publiés par H. Vigneron. Gonzalo, le fils de Leonardo Torres Quevedo, réalise une machine de jeu d'échecs améliorée, basée sur l'El Ajedrecista, qui réalise les mouvements grâce à des électroaimants placés sous le plateau. El Ajedrecista et la machine de Gonzalo, fonctionnent toujours et sont conservés au Colegio de Ingenieros de Caminos, Canales y Puertos à Madrid.
Contrairement au turc mécanique, faux automate fonctionnant grâce à un humain, El Ajedrecista comporte une véritable automatisation intégrée, permettant de jouer aux échecs sans intervention humaine. Leonardo Torres invente donc le premier automate joueur d’échecs et créa ainsi le premier jeu électronique. Ce fut le premier automate capable de prendre une décision automatiquement. Cette machine est considérée comme le premier ordinateur de jeu de l'histoire. Nick Montfort, professeur au Massachusetts Institute of Technology, décrit El Ajedrecista comme le premier jeu électronique fonctionnant sur le premier ordinateur à usage unique, précédant Turochamp premier programme de jeu seulement théorisé et le programme d'échecs de Dietrich Prinz, le premier programme de jeu de l'histoire à réellement fonctionner sur un ordinateur multi-usage.